# Bačka tvrđava
Bačka tvrđava je tvrđava kod gradića Bača u Bačkoj, autonomna pokrajina Vojvodina, Republika Srbija.

## Položaj
Tvrđava se nalazi na uzvisini koju rječica Mostonga odvaja od ostalog dijela Bača.

## Povijest
Ponovo je podignuta za vladanja hrvatsko-ugarskog kralja Karla Roberta u 14. stoljeću. Pojedini izvori navede da je u prijašnjoj tvrđavi već prije postojala biskupska crkva i nadbiskupska i kanonička rezidencija.
Ovaj grad-tvrđava (Stari grad) je pripadao bačkom nadbiskupu i županu Bačke županije (nadbiskup je istovremeno bio i župan). Zabilježeno je da se oko ove tvrđave nalazilo naselje.
Kroz povijest je nekoliko puta bila obnavljana i razarana.

## Kulturni spomenik
Ova tvrđava i njeno podgrađe spomenik su kulture od izuzetnog značaja. Pod zaštitom je Pokrajinskog zavoda za zaštitu spomenika kulture Novi Sad.

## Galerija slika
- Pogled na tvrđavu i Bač
- Pogled s jugoistoka
- Pogled na tvrđavu i Bač
- Pogled na tvrđavu i Bač
- Pogled na tvrđavu i Bač

## Vanjske poveznice
- Tvrđava Bač
- Bač
- Bačka tvrđava